# Лозівський ковальсько-механічний завод
Лозівський ковальсько-механічний завод (ЛКМЗ) — ковальсько-механічний завод, розташований у місті Лозова Харківської області. Найбільше ковальсько-штамповочне підприємство України. Від 2002 року входить до складу Індустріальної групи УПЕК.
Завод є найбільшим підприємством міста Лозова та займає площу 111 га. 
Лозівський ковальсько-механічний завод лишався основним замовником містобудування до 1991 року. Зокрема, завдяки йому був збудований сучасний міський район багатоповерхівок «Мікрорайон» з усією інфраструктурою. 

## Історія

### 1966—1991
Завод було побудовано в 1966 році за проектом інституту "Гіпротракторосільгоспмаш" для забезпечення затовками гарячого штампування харківської групи підприємств сільськогосподарського машинобудування. Місце розташування виробництва визначалося наявністю великого залізничного вузла й близькістю металургійних комбінатів Східної України.
В середині 1970-х — першій половині 1980-х років підприємство було розширене.
На початку 1974 року було введено в експлуатацію першу повністю механізовану лінію штамповки колінчастих валів, в тому ж році створено енергоремонтний цех.
В 1979 році введно до експлуатації пресовий цех, а роком пізніше — цех кареток.
В 1982 створені механозбірний цех і цех з виготовлення товарів народного вжитку.

### Після відновлення незалежності
В 1990-ті роки за умов скорочення державного замовлення завод опанував нові напрямки діяльності, розширюючи номенклатуру продукції.
В лютому 1992 року Кабінет Міністрів України доручив заводу опанувати виготовлення штампованих деталей для побутових газових плит й корпусу ведучого мосту для тролейбусів моделі ПТЗ-ТІ.
В 1995 році відповідно до розпорядження Кабінету Міністрів України завод опанував виготовлення мостів для автобусів ЛАЗ.
Також, в травні 1995 року Кабінет Міністрів України включив ЛКМЗ до переліку підприємств, які підлягають обов'язковій приватизації протягом 1995 року. В результаті, державне підприємство було перетворене на відкрите акціонерне товариство.
28 жовтня 1997 року Кабінет Міністрів України закріпив 26 % акцій ЛКМЗ у державній власності терміном на 5 років. Після створення в жовтні 1997 року лізингової компанії «Украгромашінвест», в березні 1998 року пакет з 26 % акцій заводу було передано в управління компанії. Після закінчення дії цієї постанови, в 2002 році ЛКМЗ увійшов до складу Індустріальну групу УПЕК.
В 1999 році завод опанував виробництво сільгоспінструменту — навесні 1999 року було виготовлено й передано на випробування першу модель: борона пружинна широкозахватна гідрофікована ЗПГ-24 «Ліра-24».
2004 рік ЛКМЗ закінчив зі збитком 6,794 млн гривень, однак в 2005 році збільшив обсяги виробництва на 38 %, завершив 2005 рік з чистим прибутком в 5,13 млн гривень.
В жовтні 2005 року завод було сертифіковано за міжнародним стандартом якості ISO 9001:2000. Підприємство проходить підготовку до сертифікації за стандартом ISO/TS 16949.
В червні 2006 року УПЕК почала програму зниження енерговитрат й підвищення енергоефективності виробництва на ЛКМЗ, яка включала в себе роботи з реконструкції системи теплопостачання й утеплення конструкцій будівель, заміну освітлювальних приладів на більш ефективні, впровадження автоматичного обліку витрат енергетичних ресурсів й модернізацію виробництва (впровадження систем плавного пуску електродвигунів технологічного обладнання потужністю більше 30 кВт, оптимізація роботи обертових систем, часткове переведення технологічного обладнання ЛКМЗ з газовогневого нагріву заготовок на електроіндукційний).
У вересні 2006 року ЛКМЗ отримав статус схваленого постачальника комплектуючих деталей для шведського концерну SKF (всесвітнього лідера виробництва підшипників), став єдиним підприємством України, яке отримало такий статус.
В ході оновлення виробничих потужностей, в листопаді 2006 року завод закупив для одного з цехів компресорне обладнання фірми «Інгельсон Ренд» (США) вартістю 0,5 млн євро. В кінці грудня 2006 року завод уві до експлуатації машину повітряно-плазменної різки металу «Харків П» з числовим програмним керуванням.
За підсумками 2006 року чистий дохід ЛКМЗ збільшився на 14,4 % у порівнянні з 2005 роком, до 186 млн гривень (хоча чистий прибуток підприємства зменшився до 3,2 млн гривень). 2007 рік ЛКМЗ завершив з прибутком в 11,553 млн гривень.
В 2008—2010 рр. на ЛКМЗ (як і на інших підприємства індустріальної групи УПЕК) була запроваджена комплексна система автоматизації конструкторсько-технологічної підготовки й комп'ютерного супроводження машинобудівного виробництва.
На початок червня 2008 року ЛКМЗ відновив можливості, які були за радянських часів, з виробництва корпусів для легкоброньованої техніки, ставши єдиним підприємством на території Україи, яке володіє технологією створення тонкостінних броньованих листів.
В цілому, в першій половині 2008 року ЛКМЗ збільшив обсяги виробництва, однак економічна приза 2008 року ускладнила ситуацію заводу. 1 грудня 2008 завод призупинив виробництво й розпочав реорганізацію персоналу з його частковим скороченням. В першому півріччі 2009 року обсяги виробництва й прибуток ЛКМЗ суттєво скоротилися, в результаті, 2009 рік завод завершив зі збитком в 31,1 млн гривень. Всього до кінця 2009 року було звільнено близько 800 співробітників заводу.

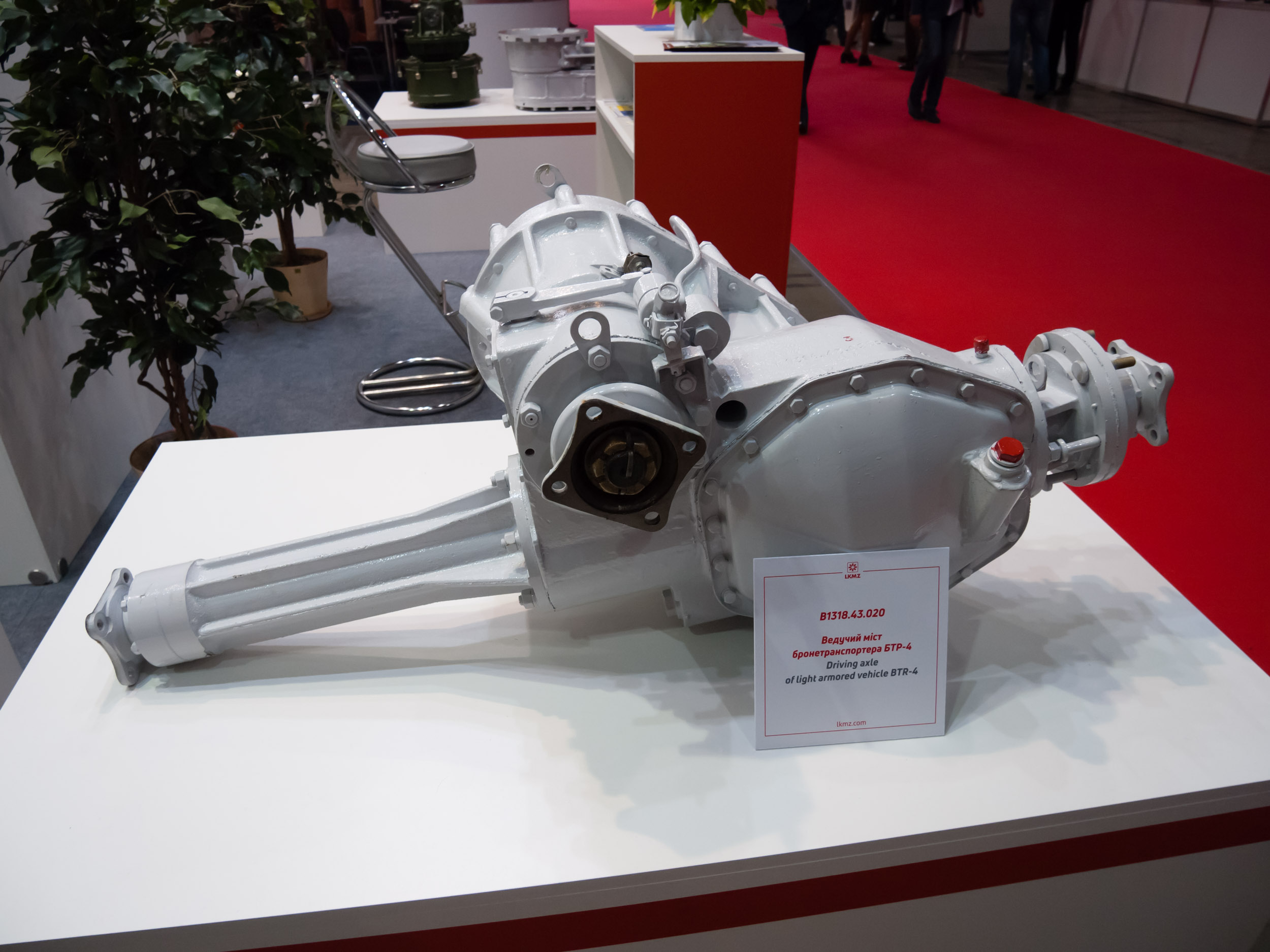
Міст для БТР-4 від ЛКМЗ. «Зброя та безпека-2018».

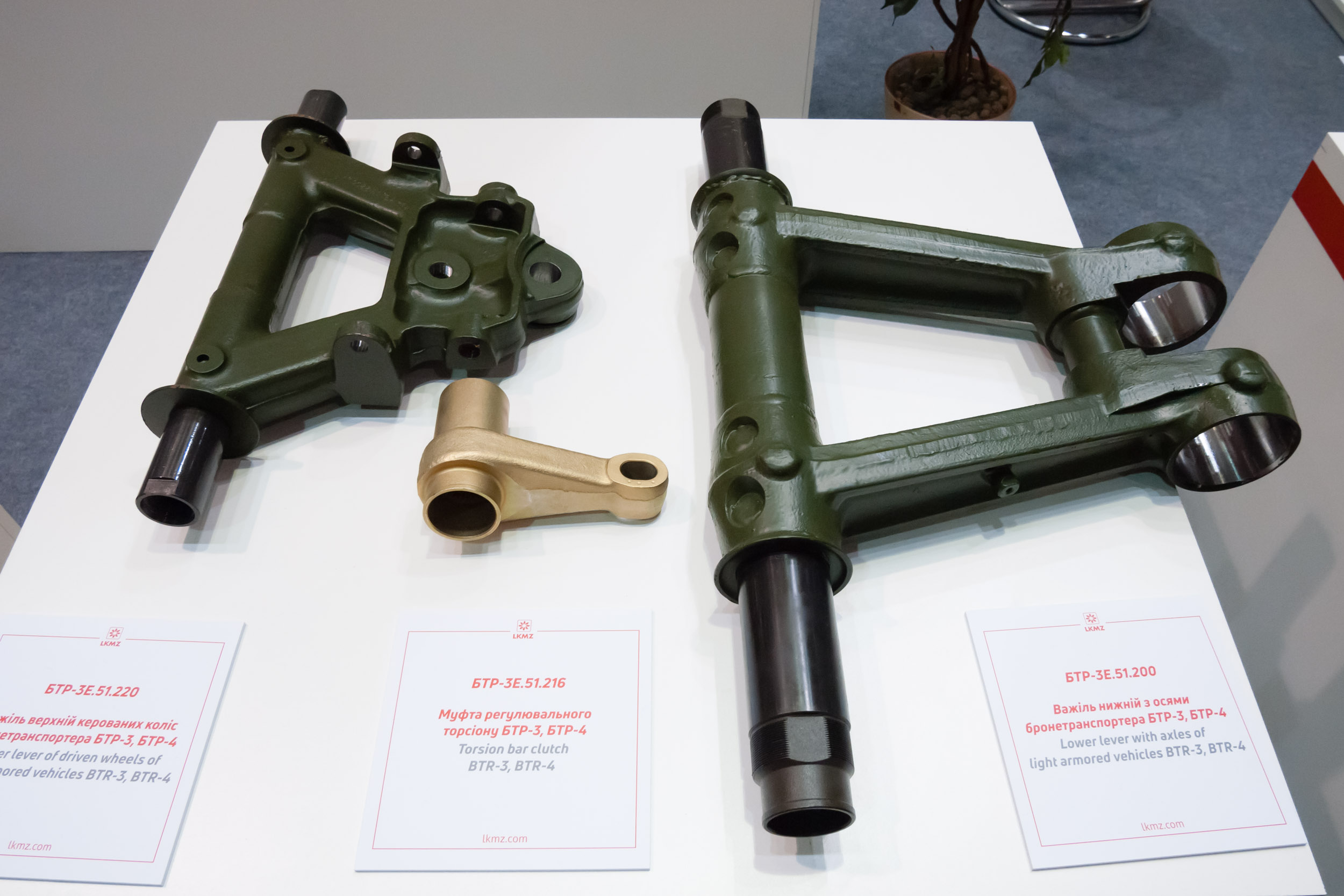
Частини ходової для БТР-3 і БТР-4 від ЛКМЗ. 2018 р.

З 1 квітня 2010 завод відновив повноцінну роботу. Навесні 2010 року ЛКМЗ опанував виробництво корпусів й мостів для бронетранспортера БТР-4.
За підсумками 2010 року чистий дохід ЛКМЗ зріс більше ніж в 4 рази порівняно до 2009 року й склав 466,693 млн грн. Фінансовий результат склав 25,488 млн грн. прибутку порівняно з 31,057 млн грн. збитку в 2009 році.
В 2011 році завод провів реконструкцію двох нагрівних півметодичних печей в ковальському цеху № 2. Встановлення нових регенераторних пальників виробництва НВО «Теплоприлад» дозволила зменшити витрати природного газу.
У вересні 2013 року ЛКМЗ завершив розробку й опанував виготовлення нової продукції: дискової борони «Дукат-16».
В жовтні 2014 року завод було знову залучено до виконання оборонного замовлення для збройних сил України, отримавши замовлення на виготовлення раздаточних коробок для БТР-4Е. В кінці квітня 2015 року завод виготовив першу роздаточну коробку, яку було передано на випробування. В інтерв'ю журналістам директор заводу В. Чорномаз повідомив, що випуск продукції військового призначення на ЛКМЗ буде продовжений і збільшений.
В квітні 2015 року ЛКМЗ увів ідентифікаційне маркування своєї продукції (маркування являє собою товарний знак ЛКМЗ).
24 червня 2015 року в Харківській області було створено інноваційно-освітній кластер «Агротехніка», до складу якого були включені підприємства виробники сільгосптехніки (серед яких, ЛКМЗ).
В першому півріччі 2015 року загальна вартість виготовленої продукції ЛКМЗ склала 400 млн гривень, обсяги виробництва зросли, не дивлячись на скорочення кількості працівників, частина яких була мобілізована.
У вересні 2015 року спеціалісти конструкторського бюро ЛКМЗ розробили «прилад для кантовки корпусу на 180° виробів БТР-4 під час встановлення протимінного захисту».
В березні 2016 року стало відомо про виробництво на ЛКМЗ корпусів БТР-3. В спеціальних печах зварені із незагартованої сталі корпуси проходять процес гартування в результаті якого сталь набуває необхідних властивостей.
В жовтні 2017 року з виробничого конвеєра Лозівського ковальсько-механічного заводу зійшов перший трейлер «Albion-26», продукт британсько-українського співробітництва, причіп-зерновоз ємністю понад 26 тонн, який буде забирати зерно з полів. Трейлер створили на основі британського бренду Larrington. Зерновоз агрегується з трактором потужністю понад 150 кінських сил.
В рамках дебютного участі ЛКМЗ в Міжнародній спеціалізованій виставці «Зброя та безпека-2018», що проходила у Києві з 9 по 12 жовтня завод досяг попередніх домовленостей з Міністерством оборони Казахстану про постачання комплектуючих і запасних частин для капітального ремонту бронетранспортерів, які перебувають на озброєнні Казахстану.

## Діяльність

### Спеціалізація
ЛКМЗ є лідером у виробництві елементів трансмісій й шасі для тракторів, дорожньо-будівельної техніки, виготовляє мости для автобусів, деталі й вузли тракторної техніки, деталі для рухомого складу залізниці, ґрунтообробної техніки для використання в енергозбережних технологіях.
Зокрема, обіймає більше 80 % ринку СНД з виготовлення мостів для автодорожньої техніки вантажопідйомністю до 3,5 тонн.
Завод також спеціалізується на масовому великосерійному виробництві поковок 300 різних найменувань; встановлена потужність — до 180 тис. т поковок на рік.
Основні споживачі поковок — підприємства тракторного, автомобільного, сільськогосподарського машинобудування й залізничного транспорту.
Сьогодні ЛКМЗ — єдине підприємство на території України, яке виготовляє широкий асортимент штамповок для мотобудівництва — поковки колінчастих валів, здійснює складання ведучих мостів для дорожньобудівельних машин, тракторів Т-150 і його модифікацій, запчастин до них, а також головні й карданні передачі, каретки ходової системи, навісні й тягово-зчепні прилади й т. ін.
Частина номенклатури продукції заводу є унікальною й не виготовляється на жодному з підприємст України.

### Технології й якість
Використання унікальних технологій дозволяє виготовляти поковки складної форми й підвищеної точності за високого коефіцієнту використання металу, такі як:
- гаряче видавлючання поковок типу полих й суцільних цапф і ступиць з фланцем;
- штамповка колінчастих валів з подальшою розкруткою шатунних шийок;
- поперечно-клинова прокатка суцільних й полих поковок типу ступінчастих валів і валів шестернь;
- розкатка кільцевих профільних поковок з штампованих заготовок.

### Розробка й вдосконалення продуктів
Розробкою нових продуктів для ЛКМЗ займається Інженерний центр Українське конструкторське бюро трансмісій і шасі (УКБТШ).

## Зовнішні посилання
- Приватне акціонерне товариство "Лозівський ковальсько-механічний завод" [Архівовано 23 жовтня 2013 у Wayback Machine.]
- Официальный сайт УПЭК [Архівовано 16 жовтня 2017 у Wayback Machine.]
- Примеры работы сх техники (канал УПЭК на youtube) [Архівовано 4 жовтня 2016 у Wayback Machine.]
- Виготовлені перші корпуси БТР-4 з нової вітчизняної бронесталі. mil.in.ua. Український мілітарний портал. 29 жовтня 2018. Процитовано 28 жовтня 2018.